# Cossogno
Cossogno é uma comuna italiana da região do Piemonte, província do Verbano Cusio Ossola, com cerca de 537 habitantes. Estende-se por uma área de 40 km², tendo uma densidade populacional de 13 hab/km². Faz fronteira com Cursolo-Orasso, Malesco, Miazzina, Premosello-Chiovenda, San Bernardino Verbano, Trontano, Verbania.

## Demografia
| Variação demográfica do município entre 1861 e 2011                               |
|                                                                                   |
| Fonte: Istituto Nazionale di Statistica (ISTAT) - Elaboração gráfica da Wikipedia |